# National Museum of Flight
Le National Museum of Flight est le plus important musée de l'aviation en Écosse. Il se situe dans la paroisse civile de Athelstaneford.

## Origine
Si le musée a ouvert en 1975, il est issu d'une collection qui a commencé à se constituer dès 1909 : cette année-là, le Musée national d'Écosse achète un planeur construit par Percy Pilcher. C'est d'ailleurs la première fois qu'un aéronef rejoint la collection d'un musée britannique. De nombreux autres avions, hélicoptères, et moteurs s'ajoutent à la collection du musée national d'Écosse au fil des décennies, notamment avec des avions historiques offerts par le ministère de la défense, et beaucoup ne peuvent être exposés, la place étant limitée dans le musée principal à Édimbourg. Cela finit par motiver la création d'un musée spécifiquement consacré à l'aviation, dans un site plus spacieux.
Le site choisi est une ancienne base de la Royal Air Force, qui avait principalement joué le rôle d'école de pilotage pendant les deux guerres mondiales et était abandonnée depuis 1946.

## Aéronefs exposés

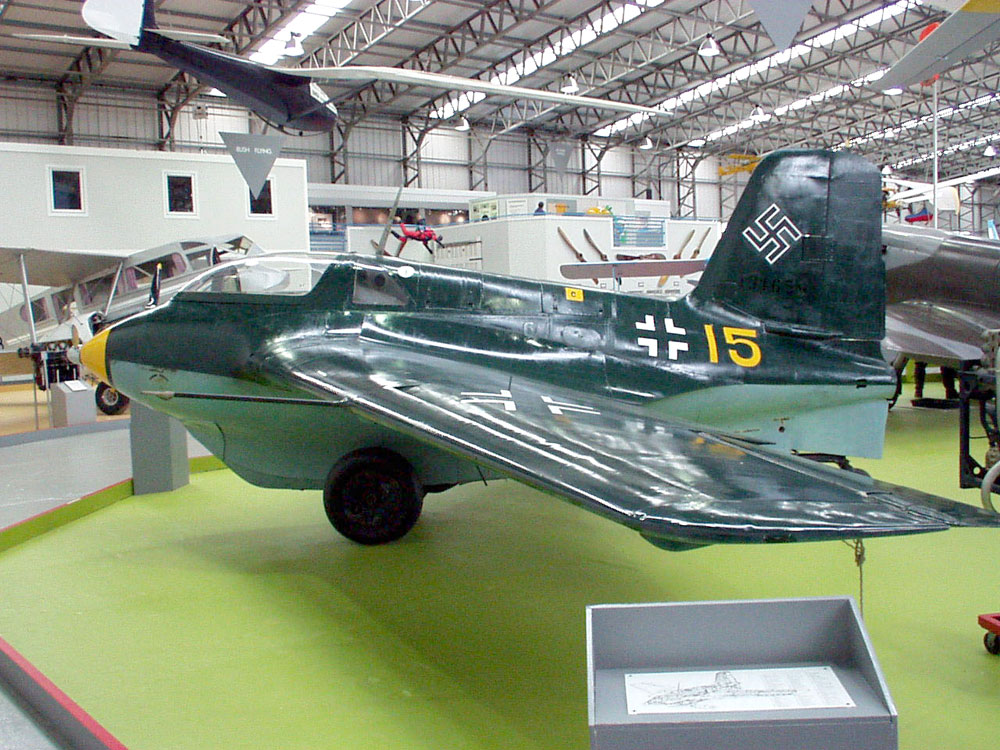
Messerschmitt Me 163 Komet, avion-fusée

Voici la liste des appareils visibles du public : 
- Aero S-103 (613677), Version du MiG-15 produite sous licence en Tchécoslovaquie.
- Aérospatiale-BAC Concorde G-BOAA. Exposé depuis 2005
- Airwave (Deltaplane)
- Gloster Meteor (G-ARCX)
- Avro Anson C.19 (G-APHV)
- Avro Vulcan B.2A (XM597), utilisé dans un raid pendant la Guerre des Malouines
- BAC 1-11 (G-AVMO) aux couleurs de British Airways
- Beagle Terrier (G-ARSL)
- Beech 18 (G-ASUG)
- Boeing 707 (G-APFJ) (section avant seulement)
- Bristol Beaufighter TF.X (RD220)
- Bristol Fairchild Bolingbroke (9940)
- British Aerospace Jetstream 31 (G-JSSD)
- Britten-Norman Islander (G-BELF)
- de Havilland Comet 4C (G-BDIX)
- de Havilland Dove (G-ANOV)
- de Havilland Dragon (VH-SNB)
- de Havilland Puss Moth (VH-UQB)
- de Havilland Sea Venom (WW145)
- de Havilland Tiger Moth (G-AOEL)
- Druine Turbulent (G-AVPC)
- English Electric Canberra (VX185) fuselage avant seulement
- English Electric Lightning F.2A (XN776)
- Ferranti Phoenix UAV
- Firebird Sierra (deltaplane)
- General Aircraft Cygnet (G-AGBN)
- Hawker Siddeley Harrier (XV277)
- Hawker Siddeley Trident 1C (G-ARPH) (cockpit seulement)
- Hawker Sea Hawk (WF259)
- Ikarus C42 G-SJEN
- Messerschmitt Me 163 avion-fusée de la seconde guerre mondiale
- Miles M.18 (G-AHKY)
- Montgomerie-Parsons, autogyre (G-UNIV)
- Panavia Tornado F.3 (ZE934)
- Piper Comanche G-ATOY, avec lequel Sheila Scott a effectué deux tours du monde
- Schleicher Ka-4 Rhönlerche II (GA 591)
- Scot-Kites Cirrus III (deltaplane)
- Scottish Aviation Twin Pioneer (G-BBVF)
- SEPECAT Jaguar (XZ119)
- Slingsby Grasshopper (XA228)
- Spartan Cruiser III (G-ACYK) (fuselage avant seulement)
- Supermarine Spitfire XVI (TE462)
- Vickers Viscount (G-AMOG), aux couleurs de British European Airways
- Weir W-2 autogyre